# Studniówka
Studniówka (phát âm tiếng Ba Lan: [stuˈdɲufka]) là một buổi khiêu vũ truyền thống cho các lớp cuối cấp trung học (liceum hoặc technikum - sinh viên) (tức là ở độ tuổi 18 – 20) ở Ba Lan, tương tự như prom cấp cao của Mỹ. Nó được tổ chức khoảng một trăm ngày trước khi diễn ra matura, hoặc rời khỏi kỳ thi; do đó tên của nó, là một danh từ Ba Lan được hình thành từ tính từ studniowy, có nghĩa là "trăm ngày" (so sánh sto dni, "một trăm ngày").
Buổi khiêu vũ thường được tổ chức bởi phụ huynh, những người cũng phải trả hầu hết các chi phí. Sự lựa chọn địa điểm phụ thuộc chủ yếu vào kinh phí – đó có thể là phòng tập thể dục của trường, nhưng cũng là một khách sạn đắt tiền, hoặc thậm chí là một cung điện hoặc lâu đài. Buổi khiêu vũ có sự tham gia của học sinh, giáo viên, và đôi khi phụ huynh.
Trang phục rất trang trọng; này có nghĩa là bộ quần áo với cà vạt (không tuxedo) cho nam sinh, và váy dạ hội cho nữ sinh. Ngoài ra, các cô gái có thể tặng đồ lót màu đỏ bên dưới, được cho là mang lại may mắn tại các kỳ thi; con trai cũng có thể mặc quần lót màu đỏ, nhưng điều này ít phổ biến hơn.
Studniówka thường bắt đầu bằng một bữa tối, thường là bánh mì nướng với rượu sâm banh. Đây thường là dịp đầu tiên khi học sinh và giáo viên của họ chính thức uống rượu cùng nhau.
Điệu nhảy đầu tiên gần như là một điệu nhảy truyền thống Ba Lan, mà học sinh thường phải luyện tập trước khi khiêu vũ, tiếp theo là những điệu nhảy hiện đại hơn. Một cuộc thi phổ biến trong bữa tiệc là cuộc thi dành cho người có thể nhảy lâu nhất trong khi ôm bạn tình trong vòng tay. Trong cuộc thi này, những cô gái nhỏ nhắn nhất đặc biệt nổi tiếng và thu hút các chàng trai.
Ngoài đồ lót màu đỏ, buổi khiêu vũ có thể được liên kết với nhiều hoạt động mê tín dị đoan khác, chẳng hạn như nhảy bằng một chân xung quanh một tượng đài – tất cả đều được cho là giúp học sinh vượt qua matura của họ.